# Megan Jastrab
Megan Jastrab (født 29. januar 2002) er en amerikansk cykelrytter, der kører for Team Picnic PostNL.
Hun repræsenterede USA ved sommer-OL 2020 i Tokyo, hvor hun tog bronze i holdforfølgelsen.